# Oscaecilia zweifeli
Oscaecilia zweifeli är en groddjursart som beskrevs av Taylor 1968. Oscaecilia zweifeli ingår i släktet Oscaecilia och familjen Caeciliidae. IUCN kategoriserar arten globalt som otillräckligt studerad. Inga underarter finns listade i Catalogue of Life.